# Halsbandarassari

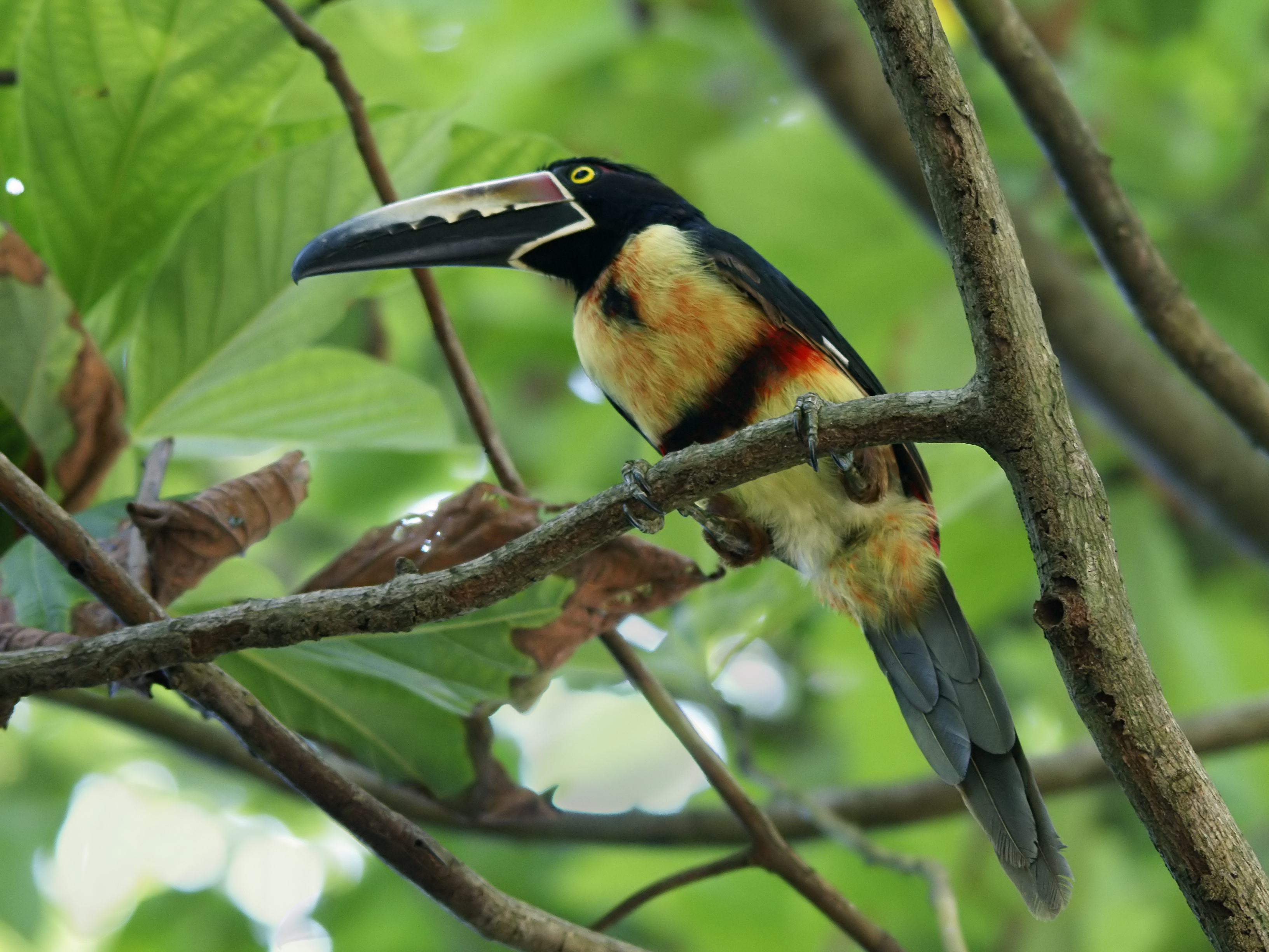
Bauchseite eines Halsbandarassaris

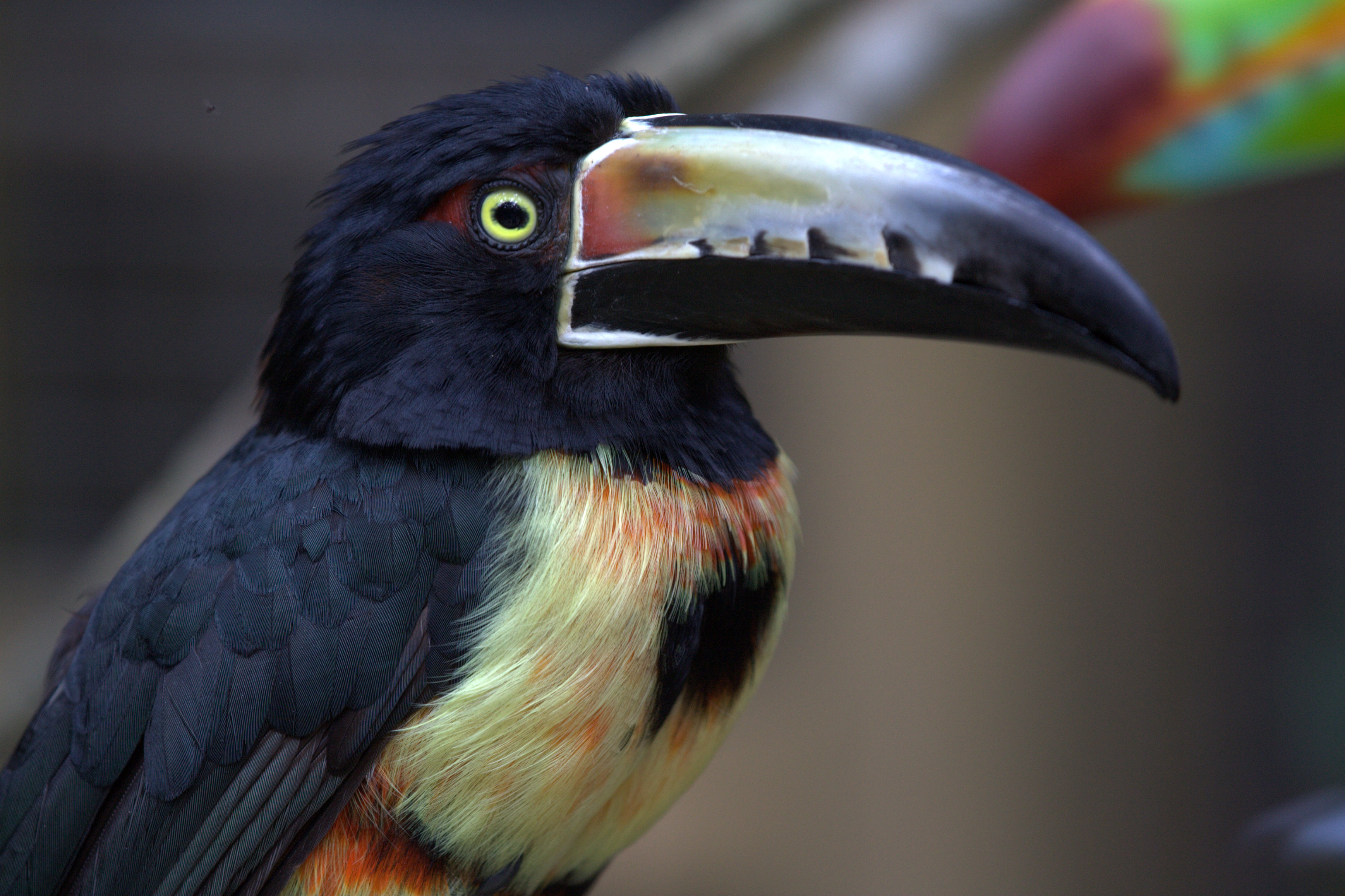
Kopfstudie eines Halsbandarassaris

Der Halsbandarassari (Pteroglossus torquatus) ist ein in Mittelamerika beheimateter Spechtvogel aus der Familie der Tukane. Er gehört der Gattung der Schwarzarassaris an und wurde erstmals 1788 von Johann Friedrich Gmelin beschrieben. Er gehört zu den wenigen Tukanarten, die im Freiland über einen längeren Zeitraum beobachtet wurden.

## Merkmale
Halsbandarassaris werden etwa 41 Zentimeter groß und erreichen ein Gewicht von 230 Gramm. Ihr Gefieder ist an Kopf, Flügeln und Rücken überwiegend schwarz, zwischen den Flügelenden befindet sich ein roter Fleck von unterschiedlicher Ausdehnung. Die Bauchseite ist dagegen größtenteils gelblich, kennzeichnend ist hier ein breites, schwarz-rotes Band: die Beine sind grün. Der Unterschnabel ist meistens schwarz, der Oberschnabel dagegen in der Regel größtenteils gelb, mit einigen schwarzen Zacken. Die Eier der Tiere sind weiß. Der Ruf des Vogels wird als dünn und hoch beschrieben.
Die Stimme des Halsbandarassaris erinnert an ein helles „Niesen“ und wird lautmalerisch mit ksíyik oder pítsek umschrieben. Aggressiv erregte Halsbandarassaris geben auch einen grahhrr-Laut von sich.

## Verbreitung und Lebensraum
Das Verbreitungsgebiet der Halsbandarassaris reicht von Mexiko über Panama bis nach Ecuador und Venezuela. Dort sind sie in waldigem Flachland und feuchten Regenwäldern zu finden, im Gegensatz zu vielen anderen Tukanarten allerdings normalerweise nicht in Regionen über 1500 Metern über dem Meeresspiegel.
Nach Angaben der IUCN ist der Bestand derzeit nicht gefährdet.

## Verhalten
Der Halsbandarassari tritt oft in kleinen Gruppen auf. Seine Nahrung besteht hauptsächlich aus Früchten, Insekten, Vogeleiern und Eidechsen. Sie übernachten in alten Spechthöhlen oder natürlich entstandenen Baumhöhlungen. Freilandbeobachtungen lassen darauf schließen, dass sie während der Übernachtung häufig in Familiengruppen verbleiben und dass ihnen in ihrem Territorium mehrere Übernachtungshöhlen zur Verfügung stehen.
Als Nistplatz nutzt der Vogel Baumhöhlen, aus denen er gelegentlich bereits dort brütenden König- und Linienspechten abspenstig macht. Häufig handelt es sich aber auch um eine der Übernachtungshöhlen. Sowohl Männchen wie Weibchen beteiligen sich an der Brut, die etwa 16 Tage dauert. Für gewöhnlich werden 2–4 weiße Eier bebrütet. Die Küken sind nach ungefähr 6 Wochen (Nestlingszeit: 45 Tage) flügge, werden allerdings noch einige Wochen nach Verlassen des Nests gefüttert. Neben den Eltern beteiligen sich auch andere Artgenossen an der Fütterung der Küken. Dabei handelt es sich vermutlich um noch nicht geschlechtsreife Jungvögel, die von den Elternvögeln abstammen. Neben Halsbandarassaris zeigen auch andere Arten der Gattung Pteroglossus, z. B. der Grünarassari, ein solches kooperatives Brutsystem mit Geschwisterfütterung. Halsbandarassaris gelten als monogam.

## Haltung
Halsbandarassaris wurden früher häufiger in Zoologischen Gärten und Vogelparks sowie auch in Privathand gehalten. Zu Beginn des 20. Jahrhunderts gab es Halsbandarassis allerdings nur noch in drei europäischen Zoos. In den 1980er Jahren gehörte unter anderem die Wilhelma in Stuttgart zu den Zoologischen Gärten, die erfolgreich Halsbandarassaris züchtete.

### Einzelbelege
1. ↑   Lantermann, S. 139
2. ↑  Skutch, A. F. (1958): Roosting and Nesting of Aracari Toucans (PDF; 1,5 MB), in The Condor: 60(4): S. 202.
3. ↑   Lantermann, S. 141
4. ↑  Pteroglossus torquatus in der Roten Liste gefährdeter Arten der IUCN 2011. Eingestellt von: BirdLife International, 2009. Abgerufen am 13. November 2011.
5. ↑   Lantermann, S. 139
6. ↑  Kilham, L. (1977): Pale-Billed Woodpeckers Robbed of Nest Hole By Collared Aracaris (PDF; 173 kB) in Auk: 94(4): 774–775.
7. ↑   Lantermann, S. 140
8. ↑  Robiller, Dr. Franz, Das große Lexikon der Vogelpflege, Eintrag "Pteroglossus", Ulmer, Stuttgart 2003, S. 670.
9. ↑   Lantermann, S. 140
10. ↑   Lantermann, S. 141